# Francisco Seixas da Costa
Francisco Seixas da Costa (né à Vila Real, au Portugal, le 28 janvier 1948) est un diplomate et ancien secrétaire d’État aux Affaires européennes (1995/2001). Depuis 2013, il travaille dans le secteur privé.  
Diplômé de l'Institut supérieur de sciences sociales et politiques, de l'université technique de Lisbonne, il a travaillé dans une banque et dans une entreprise de publicité avant de devenir diplomate. 

## Chronologie professionnelle
(octobre 2012).
- 1975/2013 - Diplomate, ministère des Affaires étrangères, Lisbonne
- 1979/82 - Premier secrétaire, ambassade à Oslo, Norvège
- 1982/86 - Conseiller, ambassade à Luanda, Angola
- 1986/87 - Chef de division, département des Affaires européennes, Lisbonne
- 1987/89 - Adjoint, cabinet du secrétaire d'État à la Coopération au Développement, Lisbonne
- 1989/90 - Directeur, cabinet de Planification et Programmation, Institut pour la coopération économique, Lisbonne
- 1990/94 - Ministre conseiller, ambassade à Londres, Royaume-Uni
- 1994/95 - Directeur général adjoint aux Affaires européennes, Lisbonne
- 1995/01 - Secrétaire d'État aux Affaires européennes
- 2001/02 - Représentant permanent du Portugal auprès des Nations unies (ONU), New York
- 2002/04 - Représentant permanent du Portugal auprès de l'Organisation pour la sécurité et la coopération en Europe (OSCE), Vienne
- 2004/08 - Ambassadeur du Portugal au Brésil
- 2009/13 - Ambassadeur du Portugal en France.
- 2010/2013 - Aussi ambassadeur au Monaco.
- 2012/2013 - Aussi représentant permanent du Portugal auprès de l'UNESCO (Organisation des Nations unies pour l'éducation, la science et la culture)

## D'autres fonctions exercées
- 1987/89 - Chef-négociateur portugais de la convention de Lomé IV
- 1990/93 - Représentant permanent adjoint auprès de l'Union de l'Europe occidentale (UEO)
- 1995/2001 - Chef des délégations du gouvernement portugais aux réunions ministérielles du Conseil de l'Europe, de l'Organisation de coopération et de développement économiques (OCDE) et de l'Organisation mondiale du commerce (OMC)
- 1996/97 - Chef-négociateur portugais du traité d'Amsterdam
- 1997 - Président du Comité des ministres de l'accord de Schengen
- 2000 - Président du Conseil des ministres du marché intérieur de l'Union européenne
- 2000 - Chef-négociateur portugais du traité de Nice
- 2001 - Vice-président du Conseil économique et social (ECOSOC) de l'ONU
- 2001/02 - Président de la 2e commission (Affaires économiques et financières) de la 56e assemblée générale de l'ONU
- 2002- Vice-président de la 57e Assemblée générale de l'ONU
- 2002 - Président du Conseil permanent de l'OSCE
- 2009/13 - Président du conseil général de l'université de Trás-os-Montes e Alto Douro (UTAD)
- 2010/18 - Membre du conseil consultatif de la faculté d'économie de l'université de Coimbra
- 2011/13 - Membre du conseil général de Guimarães - Capitale européenne de la Culture 2012
- 2013/14 - Directeur exécutif du Centre Nord-Sud du Conseil de l'Europe
- 2013/18 - Membre du conseil consultatif, nouvelle université de Lisbonne
- 2013/18 - Membre du conseil consultatif, fondation Calouste Gulbenkian, Paris

## Fonctions actuelles
- Depuis 2013 - Conseiller stratégique
- Depuis 2016 - Membre du conseil consultatif, chancellerie des ordres du Mérite civil, présidence de la République, Lisbonne
- Depuis 2019 - Président du « Club de Lisbonne - Global Challenges ».

## Distinctions
- Grand officier de l'ordre du Mérite du Portugal